# Oktalogi
En oktalogi är en sammanhållen grupp av åtta verk inom något konstnärligt område.

## Kända oktalogier
- Filmer:
  - Filmerna om Harry Potter av J K Rowling